# Eagle Field (Statesboro)
Eagle Field  é um estádio com 3500 lugares em Statesboro, Geórgia, Estados Unidos. É a casa dos times de futebol masculino e feminino do Georgia Southern Eagles, bem como de eventos de cross country e atletismo . Ele está localizado no Erk Russell Athletic Park, que é compartilhado com o Estádio Paulson (futebol americano), bem como outros edifícios de futebol.
Foi concluído em 2005.  Em 10 de outubro de 2012, o primeiro jogo noturno de futebol foi jogado no Eagle Field com as luzes recém-instaladas com Georgia Southern jogando contra o Elon . 
O estádio sediou o torneio de futebol masculino da Sun Belt Conference de 2018. O Tormenta FC da USL League One joga no Eagle Field. Em 2021, a equipe planeja se mudar para um estádio específico para futebol de 5.300 lugares em Statesboro, que está agora em construção.